# Піш (гміна)
Гміна Піш (пол. Gmina Pisz) — місько-сільська гміна у північній Польщі. Належить до Піського повіту Вармінсько-Мазурського воєводства.
Є найбільшою за площею гміною у Польщі.
Станом на 31 грудня 2011 у гміні проживало 27974 особи.

## Територія
Згідно з даними за 2007 рік площа гміни становила 634.80 км², у тому числі:
- орні землі: 28.00%
- ліси: 45.00%

Таким чином, площа гміни становить 35.74% площі повіту.

## Населення
Станом на 31 грудня 2011:
| Опис     | Загалом | Загалом | Чоловіки | Чоловіки | Жінки | Жінки |
| -------- | ------- | ------- | -------- | -------- | ----- | ----- |
| одиниця  | осіб    | %       | осіб     | %        | осіб  | %     |
| все      | 27974   | 100     | 13894    | 49.67    | 14080 | 50.33 |
| міське   | 19640   | 100     | 9638     | 49.07    | 10002 | 50.93 |
| сільське | 8334    | 100     | 4256     | 51.07    | 4078  | 48.93 |

## Сусідні гміни
Гміна Піш межує з такими гмінами: Біла Піська, Кольно, Лисе, Міколайкі, Ожиш, Розоґі, Руцяне-Нида, Турошль.